# Козявки (род)
Козявки (лат. Galeruca) — род жуков (Coleoptera) из подсемейства козявок (Galerucinae) в семействе листоедов (Chrysomelidae).

## Описание
Усики у представителей этого рода нитевидные, длиной с половину тела; форма тела продолговатая; верхняя сторона тела покрыта тонкими серебристыми волосками. Многочисленные виды козявок встречаются на травянистых растениях и кустарниках. Личинки (в молодости жёлтые, затем чёрные с жёлтым) встречаются на листьях Ulmus, которые они (как и жуки) скелетируют с нижней стороны. Превращение в жёлтые куколки происходит в земле. Вредит довольно сильно в питомниках на юге России.

## Классификация
В составе рода выделяют 7 подродов: Galeruca, Emarhopa, Haptoscelis, Galerima, Galerotoma, Fassatia и Rhabdotilla.
Некоторые виды рода:
- Galeruca angelae Havelka, 1958 населяет северную Испанию
- Galeruca artemisiae (Rosenhauer, 1856) населяет центральную и южную части Испании.
- Galeruca baetica Weise, 1891
- Galeruca canigouensis Fauvel, 1892
- Galeruca corsica (Joannis, 1865)
- Galeruca dahli (Joannis, 1866)
- Galeruca haagi (Joannis, 1865)
- Galeruca ida Havelka, 1956
- Galeruca interrupta (Illiger, 1802)
- Galeruca laticollis R.F.Sahlberg, 1837 — Листоед аконитовый
- Galeruca lobata (Joannis, 1865)
- Galeruca luctuosa (Joannis, 1865)
- Galeruca macchoi (Joannis, 1865) населяет территорию Испании
- Galeruca miegi Perez, 1874
- Galeruca obscura (Joannis, 1865)
- Galeruca pomonae (Scopoli, 1763)
- Galeruca rugosa (Joannis, 1865)
- Galeruca spectabilis (Faldermann, 1837)
- Galeruca tanaceti (Linnaeus, 1758) — Козявка тысячелистниковая
- Galeruca villiersi Berti & Rapilly, 1983

## Распространение
Встречаются в Голарктике, из них только 5 видов обитают в Северной Америке.